# Le Souvenir français

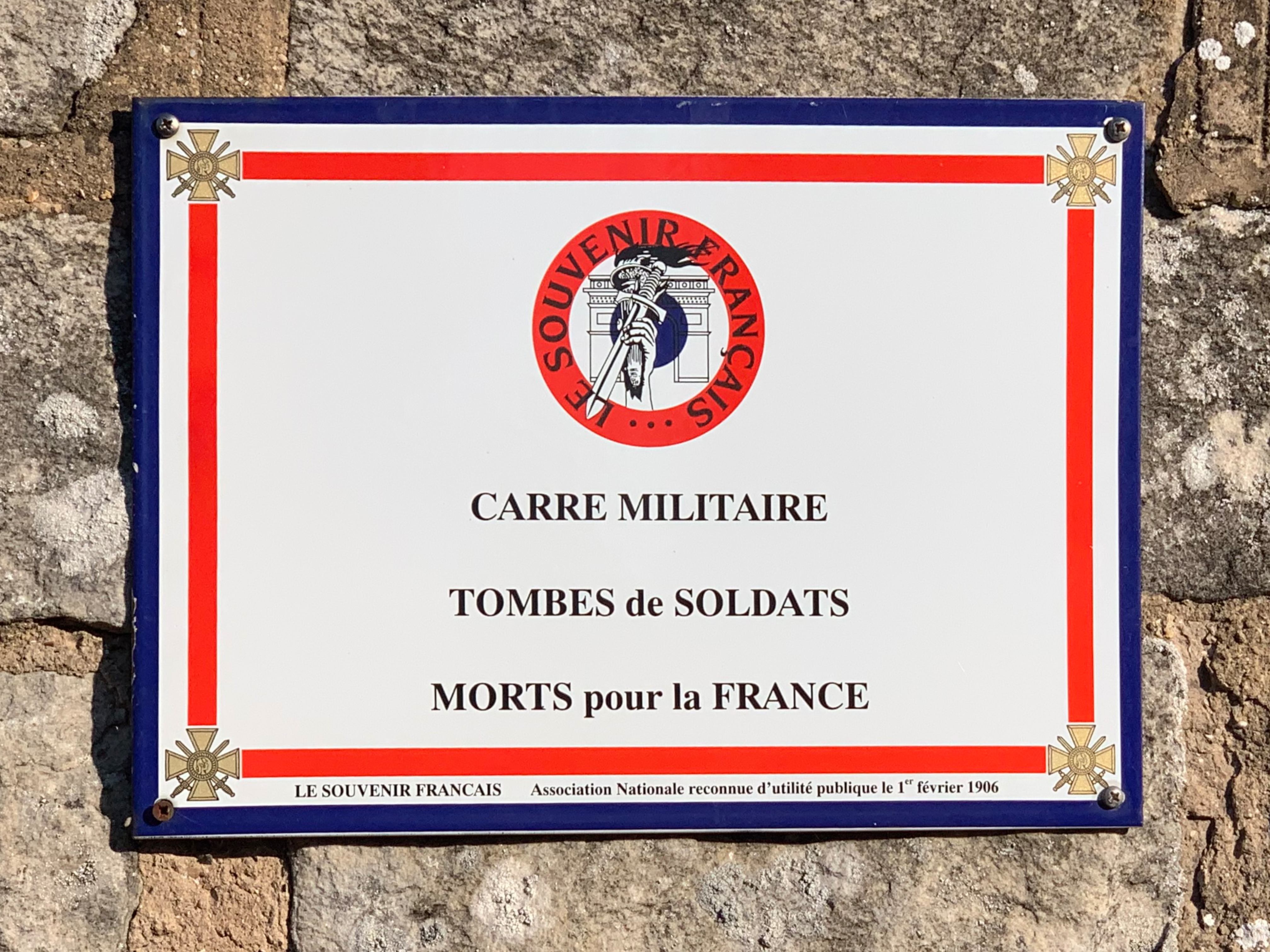
Plaque émaillée du Souvenir Français fixée à l'entrée du cimetière de Sivry-Courtry en Seine-et-Marne.

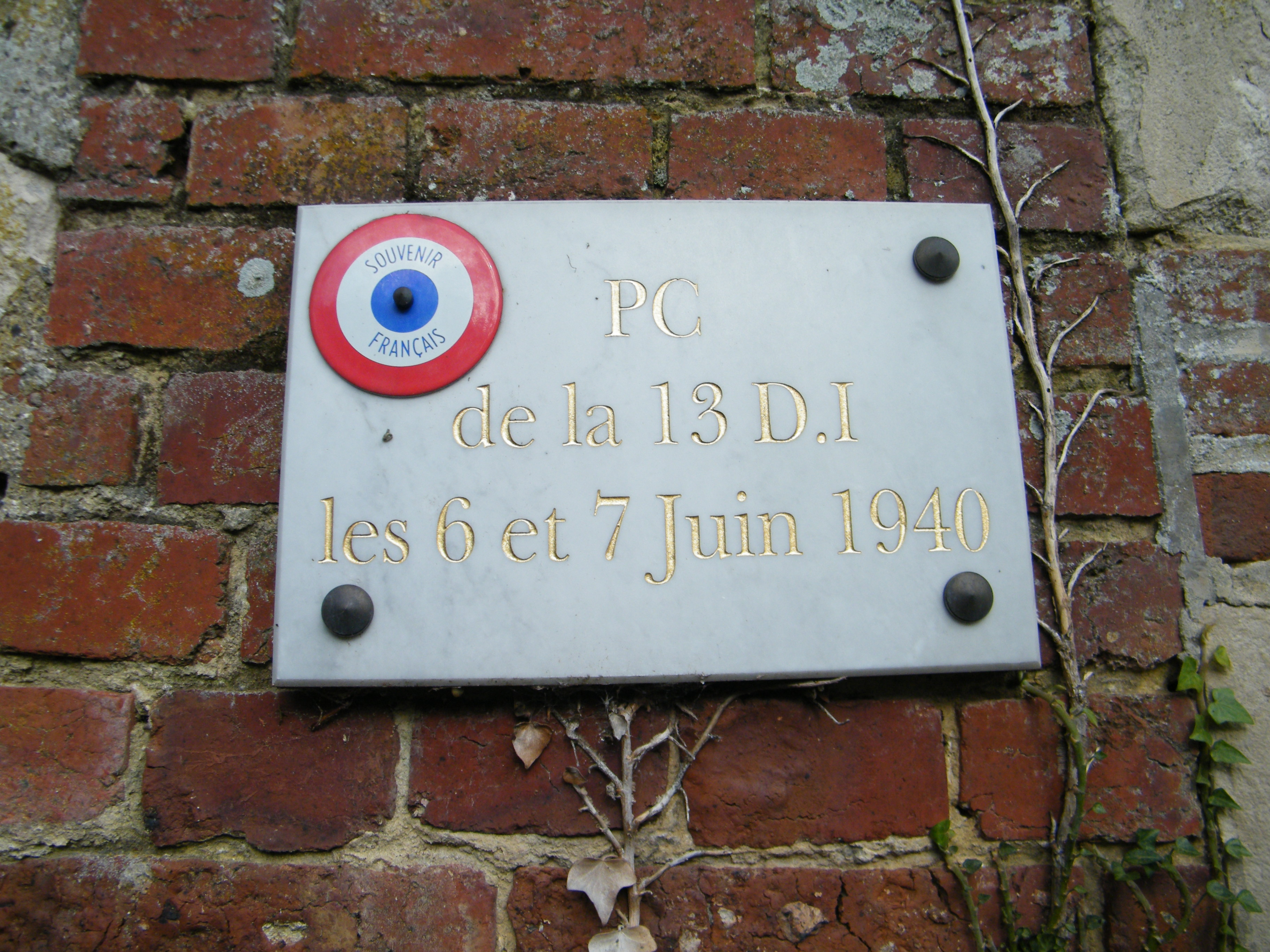
Plaque en marbre du Souvenir français à Courcelles-sous-Thoix dans la Somme.

Le Souvenir français est une association créée en 1887 qui garde le souvenir des soldats morts pour la France par l'entretien de tombes et de monuments commémoratifs.  

## But de l'association
Le Souvenir français est une association loi de 1901, fondée en 1887 et reconnue d’utilité publique, le 1er février 1906 (l’une des plus anciennes de France) qui est investie d’une triple mission :
- conserver le souvenir de ceux qui sont morts pour la France ;
- entretenir les monuments élevés à leur mémoire ;
- transmettre le flambeau du souvenir aux générations successives.

Le Souvenir français a pour vocation d'honorer la mémoire de tous ceux qui sont morts pour la France qu’ils soient Français ou étrangers.

## Fonctionnement de l'association
Il y a une délégation générale par département, il y a plus de 1 550 comités locaux en France et 80 représentations à l’étranger. En 2015, l'association revendique plus de 250 000 membres actifs.
Le bénévolat est de règle pour le fonctionnement de l’association. Le Souvenir français est placé sous le haut patronage du Président de la République. Il a été couronné par l’Académie française en 1975 et par l’Académie des sciences morales et politiques en 1978.
Le Souvenir français ne publie pas son budget annuel sur son site (au 11 novembre 2019), ne permettant de connaître ni l'origine de ses ressources, ni ses postes de dépenses. Cependant, en 2016, au niveau national, la quête de la Toussaint « a permis d'organiser des voyages mémoriels pour les jeunes générations, mais aussi d'entretenir, rénover et fleurir plus de 130 000 tombes, de restaurer plus de 200 monuments, de réaliser 40 stèles et monuments commémoratifs », le tout pour un budget « de l'ordre de 3 millions d'euros ».

## Historique

### Deuxième guerre d’indépendance d'Italie
Après avoir franchi avec ses troupes le col du Mont-Cenis pour arriver à Suse, le général Marie-Joseph Wilhelm Bouat (1802-1859) y décéda subitement, selon la plaque commémorative qui y a été apposée 50 ans plus tard.

### La perte de l'Alsace-Lorraine
La création du Souvenir français intervint dans le contexte de l'après guerre de 1870 et de la perte de l'Alsace-Moselle par la France. À Metz comme en Alsace, une partie de la population marquait son attachement à la France par un culte aux militaires morts pour la France (entretien des tombes, offices religieux...). En Alsace, à la Toussaint, des jeunes filles en habit traditionnel déposaient des cocardes sur les tombes des soldats de leur commune.

### Maintenir les valeurs de la France et de la République
En France, après la défaite de 1871, un professeur alsacien, François-Xavier Niessen, refusait l’annexion de l'Alsace-Lorraine par l'Allemagne. Il voulait montrer l'attachement des Alsaciens-Lorrains à la France et maintenir en France le souvenir des provinces perdues. Il pensa que l'entretien des tombes devait permettre de garder présent dans les esprits le souvenir des morts pour la France et le sentiment de l'unité nationale.
Exilé en France en 1887, il créa donc le Souvenir français, à Neuilly-sur-Seine, pour maintenir le souvenir de la guerre de 1870 ainsi que les valeurs de la France et de la République.
Le 7 mars 1888, il appela les Français à rejoindre l’association. Le succès fut au rendez-vous.
La Société nationale du Souvenir français est présente sur la quasi-totalité du territoire métropolitain. Son action consiste à l'érection et à l'entretien de monuments commémoratifs et de tombes de soldats tombés au cours des guerres européennes, coloniales ou mondiales.

### Honorer les morts de la guerre de 1870-1871

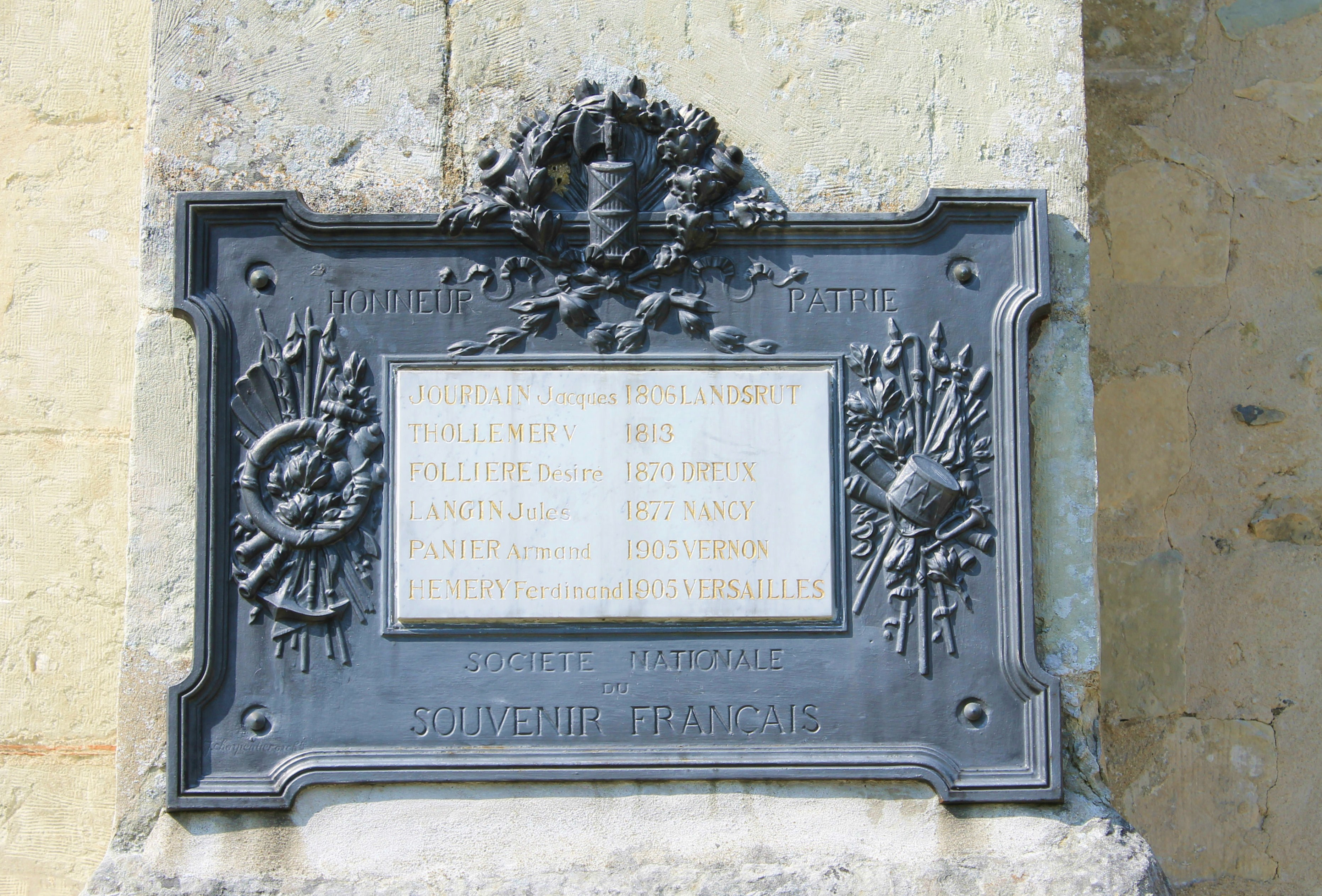
Saint-Vaast-en-Auge, plaque commémorative du Souvenir français.

Après la défaite de 1871, la population des territoires annexés par l'Allemagne marqua son attachement à la France par un culte rendu aux militaires morts au combat par la célébration d'offices religieux ou l'entretien des tombes de soldats.
La Société nationale du souvenir français fut à l'origine du financement et de l'érection de monuments commémoratifs de la guerre franco-allemande de 1870 dans toute la France, y compris dans l'Alsace-Lorraine annexée par l'Allemagne.
La loi du 4 avril 1873 codifia l'édification de tombes militaires et de monuments commémoratifs. De nombreuses plaques en fonte apposées dans les cimetières communaux ou dans les lieux publics avec une dédicace et parfois le nom des victimes furent financées par le Souvenir français.
Le Souvenir français est également à l'origine de monuments plus importants comme les statues du sculpteur Aristide Croisy, Le Mobile (d)  comme à Abbeville et Rimogne et La Défense du drapeau (d) comme à Mende ainsi que de monuments surmontant des tombes collectives ou ossuaire comme à Artenay, à Arras ou à Chenebier (Haute-Saône).
Dans les cimetières communaux, le Souvenir français édifia des monuments à la mémoire des soldats tombés au combat comme à Châlons-en-Champagne, Orléans ou Cambrai.
Le Souvenir français érigea également un monument commémoratif sur les lieux de combat comme le monument de la bataille de Noisseville, près de Metz, dû au sculpteur Emmanuel Hannaux. Ce monument fut inauguré, le 4 octobre 1908, en présence de près de 120 000 Alsaciens-Lorrains annexés.
Aujourd'hui, le Souvenir français assure l'entretien de tombes de la guerre franco-allemande de 1870 comme le carré militaire du cimetière de La Madeleine d'Amiens.

### Première Guerre mondiale

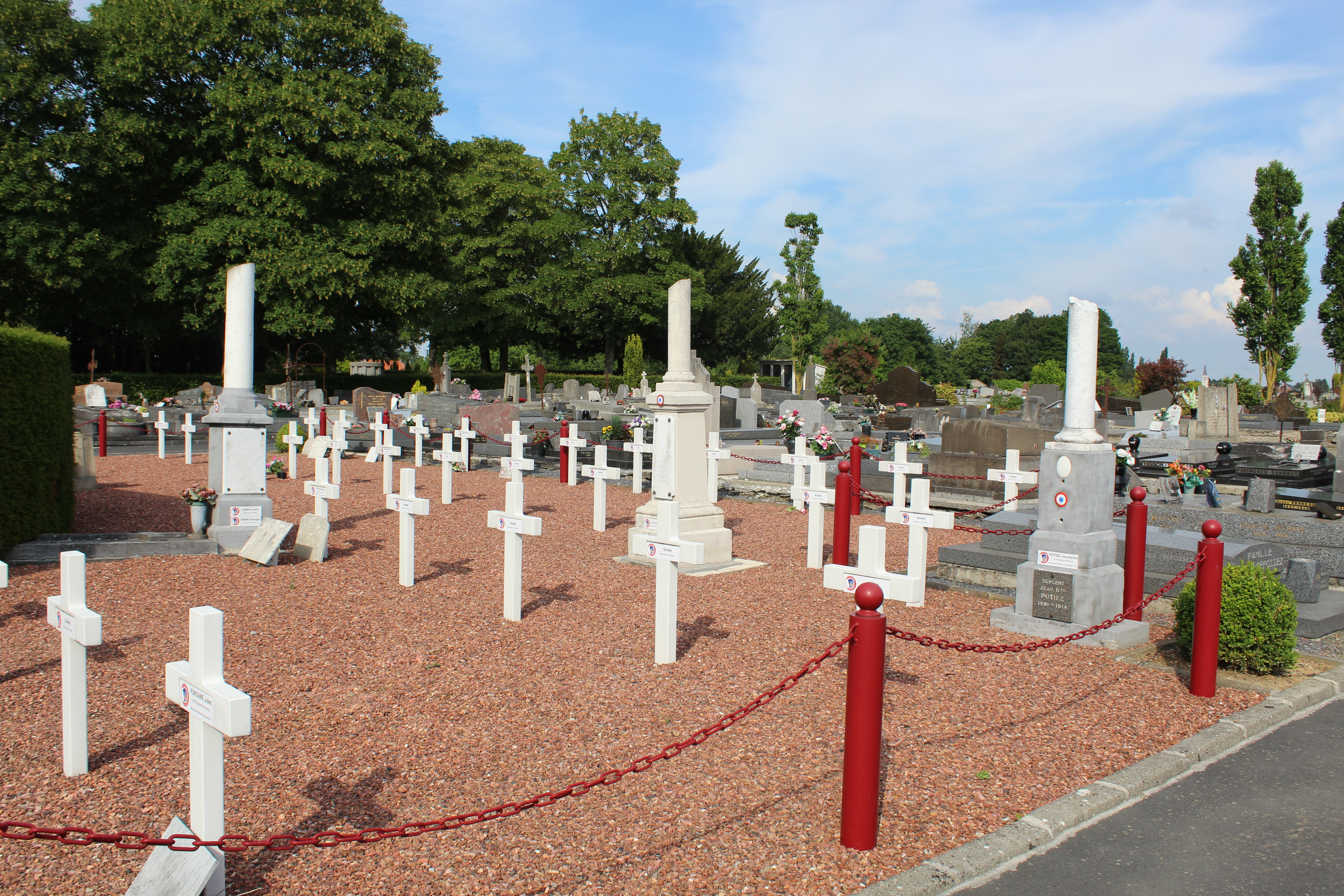
Carré militaire français de Caudry restauré à l'occasion du centenaire de la Grande guerre à l'initiative du Souvenir français.

Dissous en janvier 1913 en Alsace-Lorraine annexée, le Souvenir français continua son action en France pendant la Première Guerre mondiale par l’érection d'une cinquantaine de monuments commémoratifs, la recherche des corps de soldats morts au combat à la demande des familles, la création de près de 200 cimetières militaires et de 200 000 tombes.

### L'Entre-deux-guerres
La Première Guerre mondiale vit nombre d'adhérents être mobilisés. Les membres restant veillèrent aux sépultures et à l’accompagnement des familles des décédés. L’association eut alors à sa charge les 88 000 tombes de 1870 et ne put s’occuper seule des 1 700 000 morts de la Grande Guerre.
La loi du 31 juillet 1920 crée le Service national des sépultures qui prit en charge les cimetières militaires et les nécropoles nationales.

### Depuis la Seconde Guerre mondiale
Pendant la Seconde Guerre mondiale, le général Lacapelle, président du Souvenir français, demanda de répertorier les sépultures des soldats morts pendant les combats de 1940 afin de les entretenir.
En 1987, pour le centenaire de l'association, la ville de Paris donne le nom d'Esplanade du Souvenir-Français au terre-plein de l'avenue de Breteuil menant à l'hôtel des Invalides.

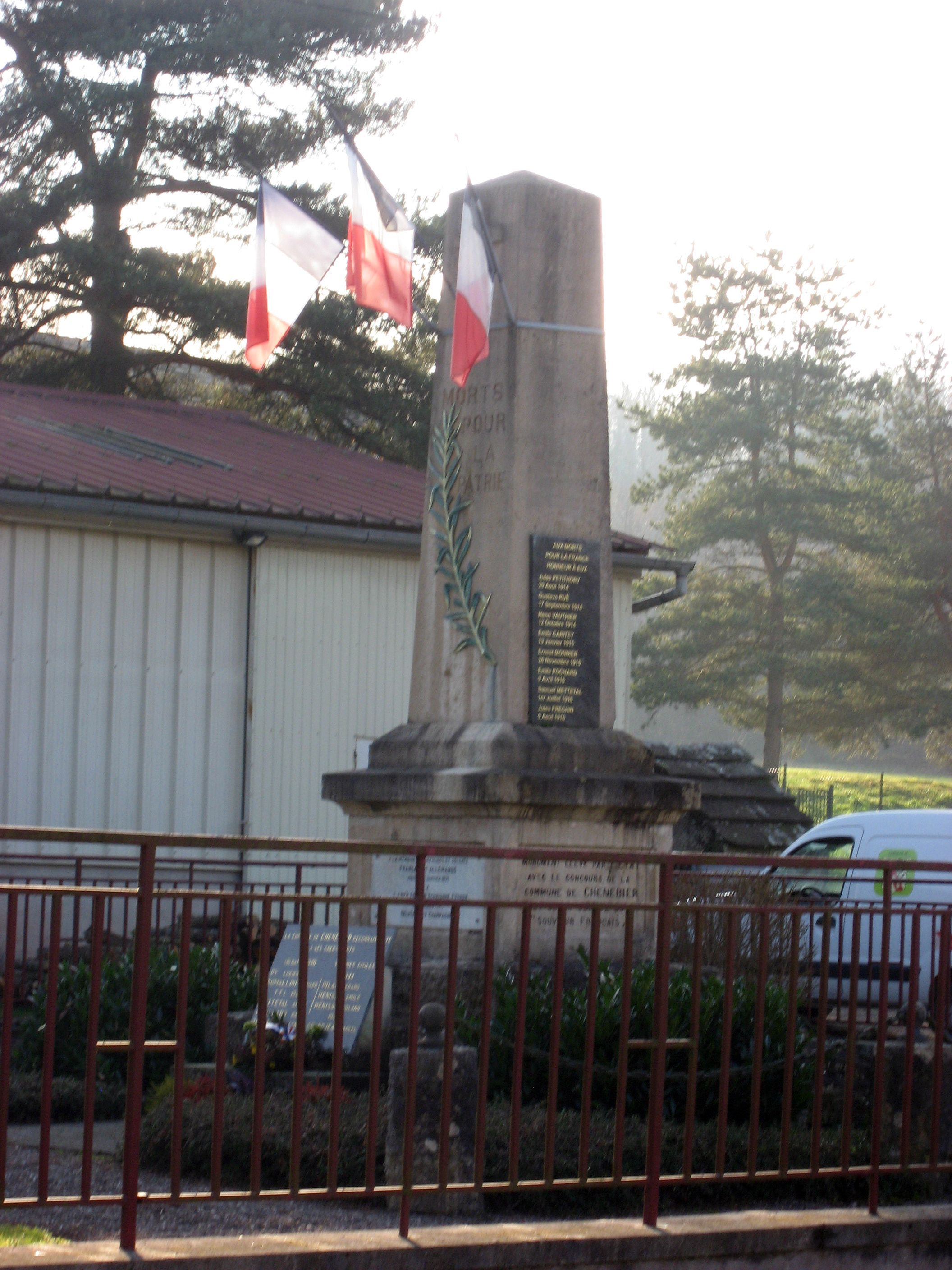
Monument aux morts français et allemands de la bataille de la Lizaine les 15, 16 & 17 janvier 1871 à Chenebier.
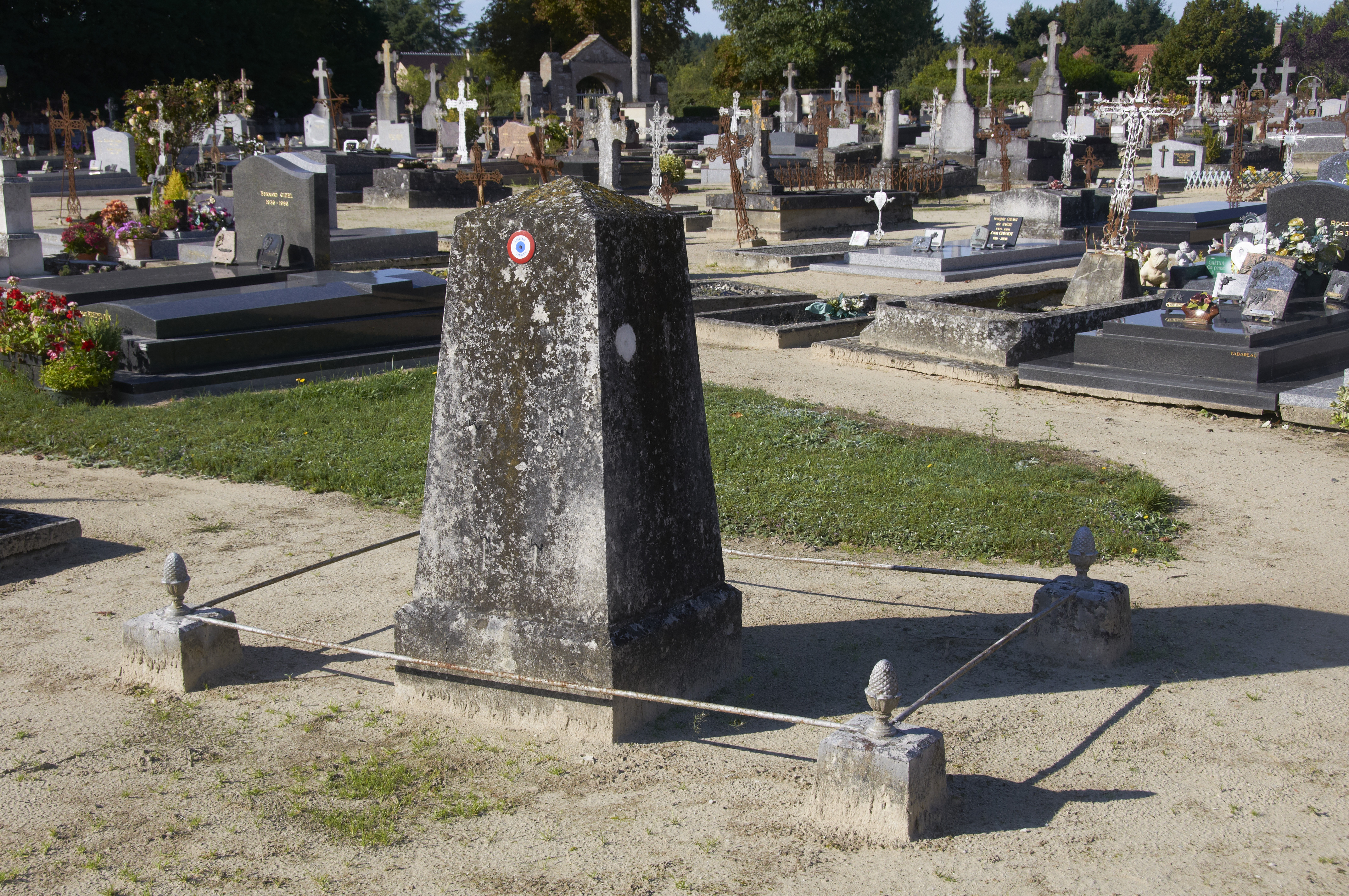
Le cimetière du Souvenir français à Vouzon.
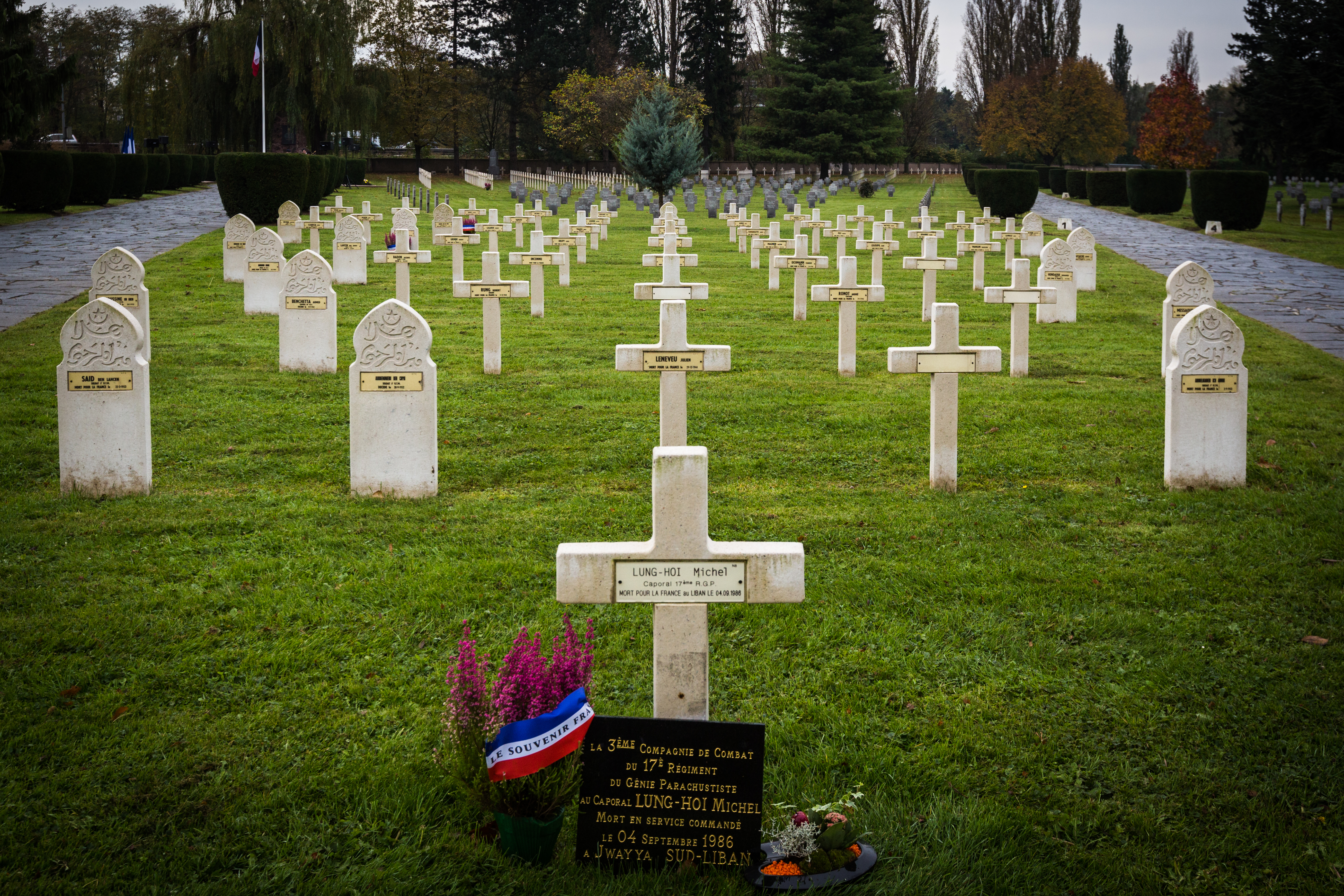
Une tombe fleurie par Le Souvenir français à la nécropole nationale de Strasbourg-Cronenbourg à l’occasion de la Toussaint.
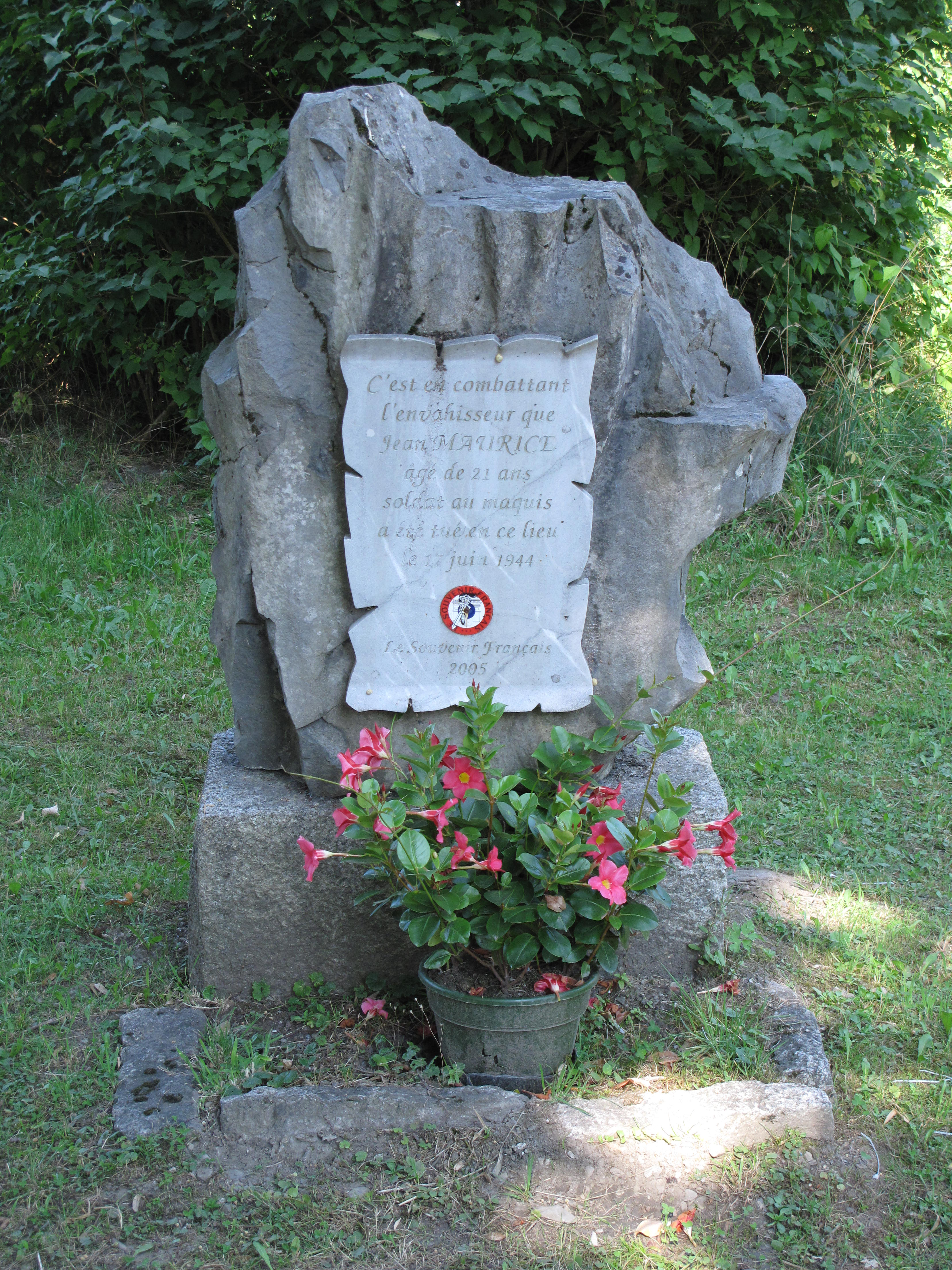
Samoëns, stèle à la mémoire du maquisard Jean Maurice.

## Bilan et perspectives
En avril 2015, Serge Barcellini est élu à la présidence du Souvenir français, l'année précédant le congrès de 2016 qui se tiendra symboliquement à Verdun.
Pour Serge Barcellini, « de 1887 à 1918, le Souvenir français était seul et il faisait tout. De 1918 à 2020 environ, il est le partenaire de l’État, du ministère des Anciens Combattants, des collectivités territoriales… » Ensuite, « le Souvenir français va redevenir la grande association mémorielle en France. Les fortes mutations débutées depuis 5 ou 10 ans vont s’accentuer ».
Le Souvenir français, fort de ses 200 000 membres, doit relever plusieurs défis selon son président :
- un défi démographique d’abord, avec la disparition des associations d’anciens combattants, « c’est le monde combattant qui tient la politique de mémoire. Et il n’y a personne pour reprendre cette politique de mémoire » ;
- le deuxième défi est celui de la Défense, « 50 % des départements français n’ont plus de militaires. Et le Souvenir français vivait en symbiose avec les militaires » ;
- un défi conceptuel attend le Souvenir français, puisque progressivement, la politique de mémoire se tourne « sur les pages sombres, comme les génocides par exemple », différent des « Morts pour la France » ;
- enfin, « le Souvenir français est porteur des politiques de mémoire à l’étranger »[1].

En janvier 2020, le Souvenir français a créé un comité au sein de Sciences Po Paris. C'est le premier comité mémoriel du monde combattant au sein des universités, et notamment dans les Grandes Écoles. Le but est de sensibiliser les futurs décideurs politiques aux missions du Souvenir français. Elle a été fondée par Baptiste Groc de Tayrac, Adrien Ramassamy et Nicolas Trouche.

### Rapports à l'extrême droite
En août 2025, le président du comité du Souvenir français de Wœrth, qui commémore la bataille de Frœschwiller-Wœrth (1870), fustige les  « idéologies brunes et nauséabondes […] d’extrême droite », en « recherche incessante de boucs émissaires » et termine son discours par ces mots : « Alors que le XXe siècle semblait avoir touché le fond de l’horreur, […] notre siècle est malheureusement le théâtre d’une nouvelle et inquiétante réapparition d’idées extrémistes. » Le député Théo Bernhardt, présent, considère que son parti est visé par ces propos, qui seraient une  « insulte envers les 13 millions d’électeurs du Rassemblement national », et annonce porter plainte. Il reçoit des excuses de la part du délégué régional tandis que le 12 août, le délégué régional adjoint du Souvenir français appelle l'auteur du discours, lui annonce que son comité est désormais « mis en veille ». Ce dernier fait d'autre part l'objet d'une campagne de haine et de harcèlement sur les réseaux sociaux, et ne reçoit l'appui que d'un seul élu local, les autres se taisant ou mettant en avant le risque de déplaire aux élus de ce parti ou de subir des mesures rétorsion.

## Le Souvenir français à l'étranger
En 1889, le Souvenir français étendit son action hors du territoire national, en Belgique à Waterloo et aux îles Pescadores (détroit de Taïwan) et dans les territoires français d'outre-mer. Il intervient aujourd'hui dans plus d'une quarantaine de pays de par le monde.

### Pays où le Souvenir français est présent
Le Souvenir français est présent, sous forme de délégation générale, dans 71 pays, qui sont les suivants :
Europe
- Albanie
- Allemagne
- Autriche
- Azerbaïdjan
- Belgique
- Bulgarie
- Croatie
- Danemark
- Espagne
- Finlande
- Royaume-Uni
- Grèce
- Hongrie
- Italie
- Lituanie
- Luxembourg
- Macédoine du Nord
- Malte
- Norvège
- Pays-Bas
- Pologne
- Portugal
- Roumanie
- République Tchèque
- Serbie
- Slovaquie
- Suisse
- Ukraine

Amérique
- Argentine
- Canada
- Costa Rica
- Brésil
- Équateur
- États-Unis
- Haïti
- Mexique
- Vénézuela

Asie
- Arménie
- Cambodge
- Chine
- Corée du Sud
- Émirats arabes unis
- Inde
- Israël
- Japon
- Laos
- Philippines
- Singapour
- Sri Lanka
- Taïwan
- Thaïlande
- Viêtnam

Eurasie
- Russie

Afrique
- Algérie
- Burkina Faso
- Cameroun
- Comores
- Côte d’Ivoire
- Île Maurice
- Liban
- Madagascar
- Mali
- Maroc
- Niger
- Nigeria
- République Centrafricaine
- Sénégal
- Tchad
- Togo
- Tunisie

Océanie
- Nouvelle-Zélande

## Calendrier
Le Souvenir français est présent à certaines cérémonies comme :
- le 8 Mai, capitulation allemande ;
- le 18 Juin, appel du général de Gaulle ;
- le 14 Juillet, fête nationale ;
- le 1er Novembre, Toussaint (la plus importante, avec quête nationale sur la voie publique) ;
- le 11 Novembre, armistice de 1918 ;
- le 5 décembre, journée nationale d’hommage aux morts pour la France pendant la guerre d'Algérie et les combats du Maroc et de la Tunisie.

Revues et réunions intra-associatives :
- janvier : réunion annuelle ;
- janvier : revue trimestrielle ;
- avril : revue trimestrielle ;
- juillet : revue trimestrielle ;
- octobre : revue trimestrielle.

## Les décorations honorifiques décernées

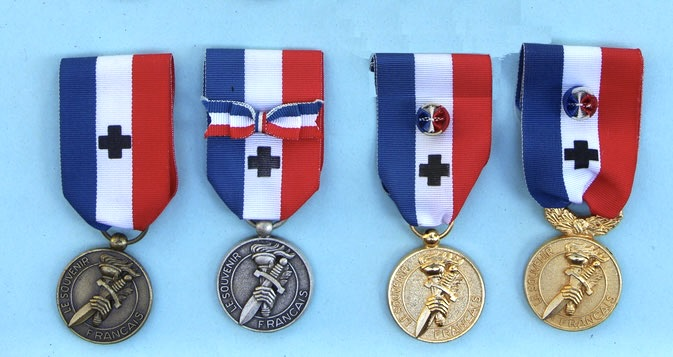
Médaille du Souvenir Français : De gauche à droite : médaille de bronze, médaille d'argent, médaille de vermeil, médaille de vermeil avec bélière laurée. Conception : Sylla Eustache.

Toutes les fonctions exercées par les membres du Souvenir français le sont à titre bénévole. Par contre, le Souvenir français décerne des récompenses à ceux qui servent l’œuvre avec dévouement. Ces décorations peuvent être soit :
- le certificat d'engagement en qualité de gardien de la mémoire : attribué dès l'âge de treize ans, à titre d'encouragement ;
- le diplôme de jeune porte-drapeau : attribué entre treize et quinze ans, pour ceux qui portent le drapeau d'une délégation ou d'un comité, ainsi qu'aux élèves qui assurent la garde d'honneur d'un drapeau déposé dans un établissement scolaire ;
- le diplôme d’honneur : attribué après deux ans de présence dans l’œuvre, exception faite pour les personnes ayant coopéré, d’une manière particulièrement efficace, à la formation d’un comité ;
- la médaille de bronze : attribuée quatre ans après l’octroi du diplôme d’honneur ;
- la médaille d’argent : attribuée quatre ans après l’octroi de la médaille de bronze ;
- la médaille de vermeil : attribuée quatre ans après l’octroi de la médaille d’argent ;
- la médaille de vermeil avec bélière laurée : attribuée cinq ans après l'octroi de la médaille de vermeil ;
- la cravate d'honneur : plus haute récompense du Souvenir français ; attribuée après l'octroi de toutes les médailles précédentes.

## Présidents nationaux
Les présidents du Souvenir français sont :
- Général Jean-Baptiste Fournier : 1887-1889
- Général Jules Lewal : 1889-1891
- Général Mamès Cosseron de Villenoisy : 1892-1901
- Général Auguste Charon : 1901-1902
- Général Charles Zédé : 1902-1904
- Général Edmond Poulléau : 1905-1921
- Général Théophile Ferré : 1921-1929
- Général Louis Curé : 1930
- Général Paul Chrétien : 1930-1936
- Général Gustave Paul Lacapelle : 1936 - 1942
- Général Gaston d'Armau de Pouydraguin : 1942-1946
- Général Joseph Andlauer : 1946-1950
- Général Albert Grandjean : 1950-1957
- Général Marie-Antoine Poydenot : 1957-1971
- Général Jean Craplet : 1971-1972
- Général Jean Fayard : 1973-1983
- Général Jean Richard : 1983-1992
- Général Jacques Servranckx : 1992-1997
- Général Pierre de Percin Northumberland : 1997-2007
- Contrôleur général des armées Gérard Delbauffe : 2007-2015
- Contrôleur général des armées Serge Barcellini : depuis 2015